# Општина Брадешти (Харгита)
Брадешти (рум. Brădeşti) општина је у Румунији у округу Харгита.
Oпштина се налази на надморској висини од 505 m.